# Santa Eulàlia de Palau
Santa Eulàlia de Palau és una església romànica de Palau de Santa Eulàlia (Alt Empordà) inclosa en l'Inventari del Patrimoni Arquitectònic de Catalunya.

## Descripció
Església situada al centre del poble, envoltada en l'actualitat per altres construccions. És un temple d'una sola nau amb volta apuntada i un arc toral, capçalera plana amb dues finestres de mig punt d'una esqueixada, i coberta de teula a dues vessants. La porta d'accés és a la façana principal, a la qual s'accedeix a través de tres graons, és d'arc de mig punt, amb grans dovelles de pedra i un guardapols molt erosionat a la part exterior. Un òcul situat al centre del parament substitueix la primitiva finestra. Al mur lateral de migdia hi ha un contrafort i una part atalussada. El mur nord té afegides altres construccions posteriors. El parament de l'església és de carreus ben escairats i disposat en filades horitzontals, llevat de la part a l'angle nord-oest de l'edifici.
El campanar és de base quadrada i té arcs de mig punt i coberta de pavelló.
A l'interior hi ha una pica baptismal romànica que té un fris d'arcs cecs a la part superior.

## Història
L'església de Santa Eulàlia és la parròquia de tot el terme municipal de Palau de Santa Eulàlia. Figura com a parroquial en diferents nomenclàtors diocesans des del segle xiv. És una construcció de finals de l'etapa romànica, bastida aproximadament durant els segles XIII-XIV, seguint la tipologia cistercenca. L'obra de fortificació que es va fer al damunt del temple data dels segles XVII-XVIII, i la sagristia i el campanar són del segle xviii (en una finestra de la sagristia apareix la data del 1746, i el campanar la del 1757).